# Hofschwicheldt
Hofschwicheldt ist ein ehemaliges Vorwerk und eine landwirtschaftliche Domäne zwei Kilometer südlich von Schwicheldt, nach dem sie benannt wurde. Heute gehört Hofschwicheldt zum Ortsteil Rosenthal in der Stadt Peine.

## Geschichte
Hofschwicheldt wurde etwa 1620 vom Fürstbischof Ferdinand zu Hildesheim gegründet. Ursprünglich diente es als Schäferei, wo im Sommer gegen Entgelt Schafe in Weide genommen wurden. Das Schäferhaus wurde im 18. Jahrhundert zu einem Gutshaus umgebaut und existiert noch heute, ebenso wie das angegliederte Brauereigebäude. Bei der statistischen Erfassung aller Gemeinden des Hochstift Hildesheim 1760 bestand es aus drei Haushalten und wurde unter dem Namen Hof Schwigeld als fürstliches Vorwerk mit angeschlossener Windmühle gezählt. 1866 wurde Hofschwicheldt preußisches Staatsgut und das benachbarte Vorwerk Telgte wurde zu der Domäne geschlagen. 1910 hatte Hofschwicheldt, was als Gutsbezirk-Gemeinde gezählt wurde, 120 Einwohner.
Die Domäne besaß bis 1923 eigene Gutsherrlichkeit und eine eigene Schule. Die zu Hofschwicheldt gehörige Windmühle, eine alte Bockmühle, wurde im Jahr 1915 abgerissen. Zum Viehbestand zählten neben 2 Kutschpferden 18 Ackerpferde, 50 Kühe und 22 Zugochsen. Der Pächter Moshake (1911–1940) betrieb außerdem eine weithin bekannte Zucht für Vollblut-Rennpferde. Kirchlich gehörte Hofschwicheldt zu Solschen. 1924 wurde die Schule geschlossen. 1932 wurde Hofschwicheldt durch einen Sparerlass des vormaligen Reichskanzlers Heinrich Brüning in die bis 1974 selbständige Gemeinde Rosenthal eingemeindet. Viele Gebäude der Domäne existieren noch; im Hauptgebäude ist heute eine Gutspension untergebracht.